# 베어스 파크
베어스 파크(Bears Park)는 경기도 이천시 백사면 경사리에 있는 야구장으로 두산 베어스의 퓨처스팀 홈 구장 및 구단 전용 훈련장으로 사용되고 있다.

## 이천 베어스 필드
좌우 펜스 100m , 중앙 펜스 123m이며 2005년 12월 12일에 건립되었다. 2013년까지 두산 베어스의 2군 홈 구장 및 구단 전용 훈련장으로 사용되었다. 당시 야구장의 명칭은 베어스 필드(Bears Field)였으며 당초 이천  OB 맥주 안에 훈련장이 있었는데 1983년 1월 26일 개장하여 최초 2군 연습장이기도 했으나 OB 맥주가 1999년 1월 벨기에 인터브루에 매각되어 야구단과의 인연이 끊어지자 2004년 8월 27일 기공식을 한 뒤 다음 해 12월 12일 현 위치로 옮겨 다시 지어졌다.
주 경기장, 보조경기장, 실내훈련장과 클럽하우스, 웨이트 트레이닝장과 물리치료실, 샤워장 등을 갖추고 있으며 전자 점수판이 설치되어 있다.
주경기장에 조명 시설이 설치되어 있지 않아 야간경기 및 야간훈련이 불가능하다.
1·3루측 내야 관중석이 있으며 1루측 외야 언덕 잔디밭에서도 경기관람이 가능하다.

## 베어스 파크 (2014)
기존의 베어스 필드를 업그레이드시키면서 명칭을 베어스 파크로 변경했다. 2013년 8월 8일 '베어스 파크'의 신축 공사를 시작, 주 경기장은 2014년 4월에 완공되었으며 나머지 시설은 2014년 5월 경 완공되었다.
주 경기장에 라이트 시설이 설치되어 있어 야간 경기 및 야간 훈련이 가능하다.
선수 라인업과 투수의 투구수, 볼 스피드를 알 수 있는 전자 전광판이 설치되어 있다.